# Schloss Affing

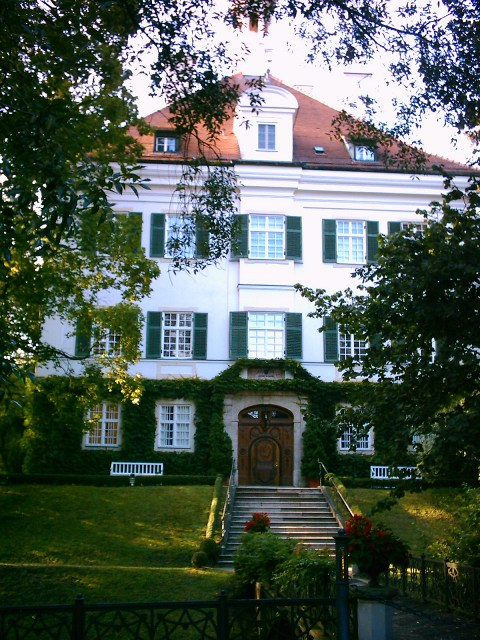
Südansicht von Schloss Affing

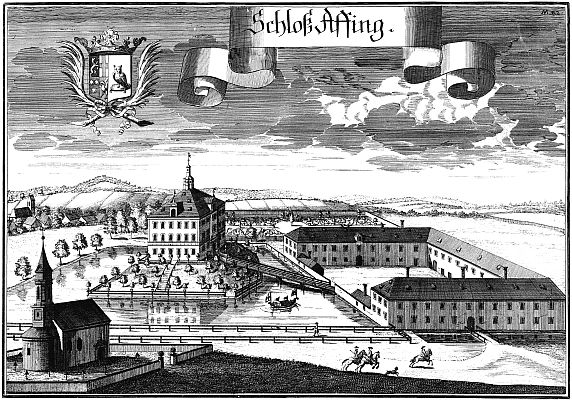
Schloss Affing, Kupferstich von Michael Wening

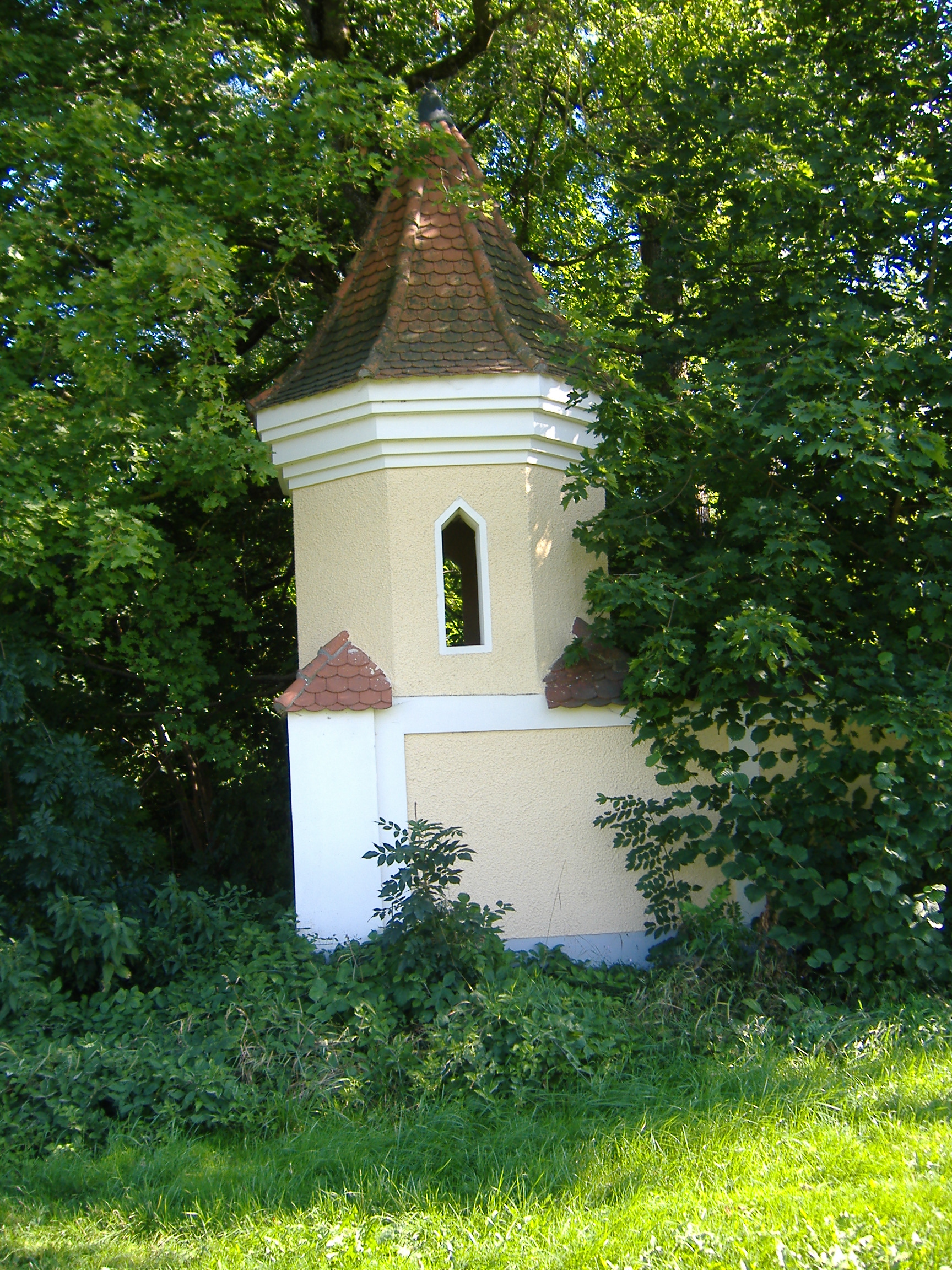
Detailansicht der Schlossmauer

Das Schloss Affing ist ein ehemaliges Wasserschloss am Schlossplatz 1 in Affing, einer Gemeinde im schwäbischen Landkreis Aichach-Friedberg. Als Hofmarkschloss war es Herrensitz der Hofmark Affing. Das Schloss ist ein geschütztes Baudenkmal.

## Geschichte
Im Jahr 1040 werden die Herren von Affing erstmals erwähnt. Die Hofmark Affing gehörte seit dem 14. Jahrhundert sehr oft wechselnden Besitzern. 1682 ging der Besitz an die Freiherrn von Leyden und 1816 verkaufte Graf Maximilian Anton von Leyden die Hofmark Affing an Karl Ernst von Gravenreuth. Auch das Schlossgut Iglhof ging in seinen Besitz über. 
An der Stelle des heutigen Schlosses stand zuvor eine Burg, die 1462 von Markgraf Albrecht Achilles von Brandenburg niedergebrannt und von Wolfgang von Waldeck († 1483) wieder aufgebaut wurde. Im Dreißigjährigen Krieg wurde der Vorgängerbau zerstört. Johann Baptist Freiherr von Leyden (kurfürstlicher Vizekanzler zu München), der 1682 die Hofmark erworben hatte, ließ ab 1694 das Schloss neu errichten. Es wurde am 16. Oktober 1927 durch einen Brand zerstört und 1928 durch Oswald Bieber in der ursprünglichen Form wiederaufgebaut.

## Beschreibung
Der dreigeschossige Baukörper mit Zeltdach und Dacherker besitzt einen schmalen Mittelrisalit. Das Portal wird von einer geschnitzten Holztür aus dem Jahr 1777 geschmückt. An den Schlossbau schließt sich ein ummauerter Schlosspark an, in dem sich auch das Orangeriegebäude aus dem 19. Jahrhundert befindet.